# Castello Bruzzo
Il Castello Bruzzo (già Villa Micheli) è una villa situata nella zona collinare di Genova (in via Piaggio, sopra la circonvallazione a monte), commissionata all'architetto Gino Coppedè nel 1904 dall'ingegner Pietro Micheli e che riprende il modello del castello Mackenzie, dello stesso architetto.

## Storia
La villa si trova in una zona panoramica dove vennero realizzate altre ville tra la fine dell'Ottocento e gli inizi del Novecento, tra i quali il villino Govi (Ingegner Canessa, 1903) ed il villino Flavia (Ingegner Tallero, 1904). Coppedè vi aveva già realizzato la villa Dellepiane, in forma di chalet e subito dopo il villino Cogliolo (1904-1905) e la villa Canepa (1906).
Al progetto della villa Micheli collaborò l'ingegnere Giuseppe Predasso.
Nel 1912 l'edificio fu acquistato da Lorenzo Bruzzo e venne sopraelevato.

## Descrizione
L'edificio è costituito da un blocco centrale quadrangolare in forma di castello, con un'alta torre conclusa da un tetto a padiglione, al quale sono aggiunti altri corpi di fabbrica. I muri sono in bugnato di pietra grigia con inserti in mattoni e rilievi decorativi in marmo; è presente una ricca decorazione in ferro battuto (porta-torce, anelli, reggi-aste per bandiere). La loggia verso sud ha volte affrescate con le allegorie delle e i segni dello Zodiaco entro riquadri con motivi floreali stilizzati.

### Interno

#### Salone centrale
Il salone centrale presenta un grande camino in pietra con l'iscrizione "optima pandens" ("che mostra cose ottime") e sulla cappa un tondo con San Giorgio che trafigge il drago. Le altre pareti, affrescate con decorazioni di nastri, trofei, rami e grottesche, presentano ampie vetrate. incorniciate in legno scolpito, che mettono in comunicazione il salone con il deambulatorio del piano superiore.
Il soffitto è a cassettoni lignei separati da travi intagliate con patere dorate; i cassettoni sono affrescati con putti isolati o in coppie che sorreggono festoni o cartigli (uno di questi riporta la data del 1913 e le iniziali L.B. del nuovo proprietario Lorenzo Bruzzo); al centro un lacunare più ampio con l'allegoria del Trionfo dell'industria e del commercio, del pittore Luigi Morgari. Dal soffitto pende un lampadario in bronzo.

#### Sala dei suonatori e delle danze
La sala "dei suonatori e delle danze", originariamente sala da gioco, presenta il soffitto con cassettoni lignei e pareti affrescate dal pittore Enrico Bernardi: alle pareti, in riquadri delimitati da una fascia con fiori stilizzati e nastri, sono raffigurate quattro "scene galanti" con suonatori e fanciulle, su uno sfondo appena delineato con fronde.

#### Sala delle rose stilizzate
La sala "delle rose stilizzate", originariamente biblioteca, presenta le pareti affrescate con rose stilizzate disposte a moduli ricorrenti sullo sfondo azzurrino, al di sopra di una boiserie, ora dipinta in verde

#### Sala con camino
La sala ospita un grande camino in granito rosato e presenta il soffitto a travature lignee con specchiature lunghe e strette con fitta decorazione policroma. Le pareti sono affrescate con ramoscelli e frutti disposti a reticolato in moduli ricorrenti su uno sfondo rosso cupo; al centro è un grifone stilizzato. Nella fascia di raccordo tra soffitto e pareti sono dipinti ghirlande, festoni di fogliame e graticole stilizzate (strumento del martirio di san Lorenzo), intervallati da tondi con motti in latino ("ferreo labore", "ex igni resurgo")